# Arto inferiore
Gli arti inferiori o pelvici sono le appendici che negli animali bipedi si articolano con il tronco nella sua parte inferiore e servono alla deambulazione.

## Anatomia umana
Procedendo dall'alto verso il basso, l'arto inferiore è suddiviso in sei regioni, di cui tre articolari:
1. Anca: salda l'arto inferiore al tronco, con l'articolazione coxo-femorale che si instaura fra osso dell'anca e femore. Comprende la natica (posteriormente) e anteriormente è identificata dalla piega dell'inguine.
2. Coscia: il segmento prossimale, lungo e voluminoso. Dotata di una possente muscolatura e di una fascia ipodermica che può accumulare parte relativamente cospicua del grasso corporeo.
3. Ginocchio: contiene l'articolazione (la più grande del corpo umano) che connette il femore alla tibia, con la rotula che stabilizza i movimenti. Comprende la regione poplitea, posteriormente.
4. Gamba: propriamente detta in termini anatomici, è il solo segmento intermedio dell'arto inferiore, che comprende una muscolatura particolarmente sviluppata posteriormente (il cosiddetto polpaccio), mentre anteriormente è facile osservare e palpare la sporgenza della tibia (volgarmente nota come stinco).
5. Caviglia: comprende l'articolazione tibio-tarsica o talo-crurale, dispositivo di cui in superficie si osservano i rilievi dei malleoli, mediale e laterale. Posteriormente si apprezza il tendine calcaneale o di Achille.
6. Piede: terzo segmento, distale, dell'arto, che comprende anche le dita e le articolazioni fra le 26 ossa maggiori che lo strutturano, assieme a numeri variabili di elementi sesamoidi e accessori. La porzione superiore, in posizione anatomica, è chiamata dorso, quella inferiore pianta.

### Struttura ossea

Le ossa del piede

La struttura ossea dell'arto inferiore si compone di più parti: le più importanti sono femore e tibia.
Il femore è l'osso che sostiene la coscia, e si articola prossimalmente con l'acetabolo dell'anca e distalmente con la tibia nell'articolazione del ginocchio. La rotula o patella, completamente compresa nel tendine del muscolo quadricipite, rappresenta un osso sesamoide coinvolto nell'articolazione.
La gamba è formata, oltre che dalla tibia, anche dal perone o fibula. Entrambe decorrono parallele in basso, dove terminano con due processi denominati malleoli (il malleolo laterale della fibula e il malleolo mediale della tibia), che si articolano con l'astragalo a formare l'articolazione della caviglia.
L'astragalo o talo, insieme ad altre sei ossa, forma il tarso, ovvero la parte posteriore di articolazione e di appoggio del piede. In particolare l'astragalo si articola inferiormente con il calcagno, che forma il tallone del piede e anteriormente, insieme allo stesso calcagno, con l'Osso scafoide del tarso medialmente e l'osso cuboide lateralmente. Lo scafoide si articolano ancor più anteriormente con tre ossa cuneiformi (il più laterale si articola anche con il cuboide).
L'avampiede è formato da cinque ossa metatarsali, che si articolano posteriormente con il cuboide e le tre ossa cuneiformi e da cinque dita, formate ciascuna da tre falangi (prossimale, intermedia e distale) articolate a ogni metatarso. Fa eccezione l'alluce, formato solo da due falangi (prossimale e distale).

### Vascolarizzazione e sistema nervoso
Il flusso sanguigno è assicurato dall'arteria iliaca esterna mentre il sistema nervoso controlla gli arti inferiori mediante i nervi tibiale e peroniero. Più in generale possiamo dire che l'arto inferiore è innervato da rami che derivano dal plesso lombare e dal plesso sacrale.

## Patologia umana
Esistono varie patologie congenite che colpiscono gli arti inferiori, più o meno gravi come la loro assenza o la presenza della sola estremità della gamba (focomelia). La fusione fra i due arti inferiori prende il nome di sirenomelia che è associata alla mancanza dei piedi.
Altre malformazioni congenite sono:
- la lussazione congenita dell'anca
- il piede valgo
- alterazioni nella forma o nel numero delle dita.

## Anatomia comparata
In alcune specie di tetrapodi gli arti inferiori hanno subito una modifica funzionale trasformandosi in arti adatti al nuoto come nei Cetacei e nei Sirenii.